# Theodoros Mankaphas

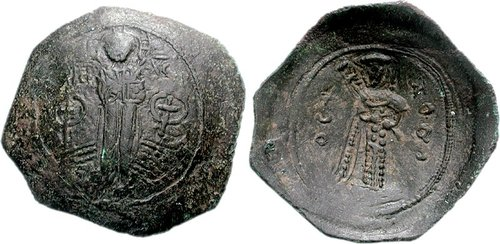
Stamenon des Theodoros Mankaphas

Theodoros Mankaphas oder Mangaphas (mittelgriechisch Θεόδωρος Μαγκαφᾶς) war ein byzantinischer Aristokrat aus Philadelphia in Lydien, der sich zweimal zum Kaiser ausrief, zuerst 1188 während der Regierung Isaaks II. und erneut 1204 nach dem Fall Konstantinopels im Vierten Kreuzzug. Seine Herrschaft dauerte jeweils nur wenige Monate.

## Erste Usurpation
Um das Jahr 1188 dürfte Theodore in Philadelphia bereits die Oberherrschaft innegehabt haben. Er gewann die Loyalität eines Großteils der städtischen Bevölkerung sowie der umliegenden Gebiete Lydiens und erhielt zudem Unterstützung von armenischen Gemeinden in der Troas. Daraufhin erklärte er sich gegen Isaak II. Angelos (1185–1195 und 1203–1204) selbst zum Kaiser und prägte sogar eigene Silbermünzen. Der rasche Zulauf zu seinem Aufstand beunruhigte Isaak jedoch so sehr, dass der Kaiser persönlich gegen Theodore in Marsch setzte. Nach einigen Geplänkeln wurde Philadelphia im Juni 1189 belagert. Erst kurz vor der Entscheidung erfuhr Isaak von der schnellen Ankunft des Heiligen Römischen Kaisers Friedrich Barbarossa (1155–1190), der sich auf dem Weg zum Dritten Kreuzzug befand. In Sorge, einen Krieg gegen den „Westkaiser“ zugleich führen zu müssen, willigte Isaak in einen Vergleich ein: Theodore musste die kaiserlichen Insignien ablegen, Geiseln stellen und sich Isaak unterwerfen; im Gegenzug wurde er begnadigt und durfte als Gouverneur von Philadelphia im Amt bleiben.
Um 1193 (möglicherweise bereits 1190) jedoch wurde er vom Dux (Herzog) Basil Vatatzes, dem megas domestikos (Oberbefehlshaber) der byzantinischen Armee, zur Flucht zum Hof der Seldschuken nach Ikonium gezwungen. Dort erlaubte ihm Sultan Ghīyāth al-Dīn Kaykhusraw (1192–1196 und 1205–1211), unter nomadischen Stämmen Truppen anzuwerben. Mit diesen Banden zog er 1195–1196 durch die Grenzregionen des Byzantinischen Reiches, plünderte unter anderem 1193 die Kirche von Chonai und verschleppte christliche Gefangene, die er verkaufte.
Ende 1196 erwarb ihn der neue Kaiser Alexios III. Angelos (1195–1203) aus der Sklaverei des Sultans, unter der Auflage, dass Theodore nicht hingerichtet, aber auch nicht lebenslang eingekerkert werden sollte. Eine Zeit lang saß er in byzantinischem Kerker, wurde jedoch – spätestens vor 1204 – freigelassen und kehrte nach Philadelphia zurück.

## Zweite Usurpation
Im Chaos des Vierten Kreuzzugs und nach dem Sturz Konstantinopels 1204 rief sich Theodore in Philadelphia erneut zum Kaiser aus und begründete faktisch einen selbstständigen Herrschaftsbereich. Nachdem er seine Stellung dort gefestigt hatte, stellte er sich im Frühjahr 1205 gegen Heinrich von Flandern, einen der führenden Kreuzfahrer und späteren lateinischen Kaiser (1206–1216), der in Adramyttion lag und versuchte, den byzantinischen Widerstand in Kleinasien zu brechen. Zwar gelang es Theodore, Heinrich überraschend anzugreifen, doch seine Truppen waren gegen die schwere Kavallerie der Lateiner chancenlos und wurden in der Schlacht bei Adramyttion am 19. März 1205 vernichtend geschlagen. Theodore zog sich nach Philadelphia zurück, wo er verblieb, bis seine verbliebenen Gebiete noch 1205 von Theodor Laskaris von Nikaia eingenommen wurden. Über sein weiteres Schicksal nach der Übernahme durch Laskaris ist nichts bekannt; man nimmt an, dass er im nikaäischen Hof gestorben ist.

## Familienname
Theodores Beiname Mangaphas (Μαγκαφᾶς) ist nicht griechischer Herkunft, sondern möglicherweise eine Hellenisierung des türkischen Wortes mankafa („Narr, Dummkopf“). Es ist denkbar, dass es sich ursprünglich lediglich um eine Übersetzung seines griechischen Spitznamens Morotheodoros handelte und erst von späteren Chronisten als Familienname übernommen wurde. Allerdings existieren Hinweise auf andere Angehörige einer Familie Mangaphas im 11. und 13. Jahrhundert. Zudem wurden in einem Münzfund von Aphrodisias mehrere Silbermünzen entdeckt, die mit dem Namenszug „M[angaphas]“ versehen sind, als handle es sich um seinen tatsächlichen Familiennamen.